# Автина, Ирина Николаевна
Ирина Николаевна Автина (род. 29 июня 1995 года) — российский боксёр. Трёхкратный серебряный призёр чемпионатов России (2016, 2018 и 2021 года), трёхкратный бронзовый призёр чемпионатов России. Мастер спорта России.

## Карьера
Ирина родилась 29 июня 1995 года в городе Юрюзань Катав-Ивановского района Челябинской области. Сначала занималась волейболом, баскетболом, лыжами. В 8-м классе перешла в секцию бокса. Воспитанница СШОР Алмаз города Челябинска. Первый тренер — Бачинский Павел Евгеньевич.
В 2016 году на чемпионате России в Волгодонске завоевала серебряную медаль в весовой категории до 64 кг. В финале уступила сопернице из Санкт-Петербурга Александре Ординой. В 2018 году Улан-Удэ вновь завоевала серебро, уступив в финале Екатерине Дынник.
В 2020 году в Ульяновске стала бронзовой призёркой чемпионата России, а уже через год в 2021 году в Челябинске в третий раз в карьере стала серебряной призёркой чемпионата страны, выступала в категории до 63 кг и в финале уступила Наталии Сычуговой.
В 2023 году стала бронзовым призёром национального чемпионата в весовой категории до 60 кг.
Приказом министра спорта РФ № 133-нг от 3 сентября 2015 года Ирине присвоено спортивное звание Мастер спорта России.

## Достижения
- Серебряный призёр чемпионатов России 2016, 2018, 2021 годов;
- Бронзовый призёр чемпионата России 2020, 2023, 2024 годов.